# Sydney Bristow
Sydney Bristow er en fiktiv spion i tv-serien Alias. Hun arbedjer for SD-6 – et verdensomspændende forbryderkartel hvis agenter, Sydney inklusive, tror de arbejder for den amerikanske regering. Da Sydney finder ud af dette bedrag, opsøger hun CIA og bliver dobbeltagent. Sydney Bristow spilles af den amerikanske skuespillerinde Jennifer Garner. Garner har medvirket som seriens overordnede hovedrolle fra første til sidste afsnit, og er blevet lønnet med fra $45.000 til $150.000 per afsnit.

## Biografi

### Sæson 1
Sydneys forlovede bliver myrdet som følge af en sikkerhedsprotokol, efter hun har fortalt ham, at hun arbejder for SD-6-agenturet. I kølvandet på bordet møder hun sin far, der forklarer hende at SD-6 i virkeligheden er en del af fjenden Alliance of Twelve og ikke den amerikanske regering. Hun indgår i et samarbejde med CIA for at destruere SD-6, og vender efter måneders pause tilbage på agenturet som dobbeltagent.
Hver gang Sydney er på mission for SD-6, udfører hun en sideløbende mission for CIA hvor hun bringer dem identiske oplysninger. Samtidig tvinges hun til at skjule sandheden for sine to nærmeste venner.
Sydney indleder en flirt med Michael Vaughn, men de forbliver venner gennem første sæson.
Under jagten på "The Man," genforenes hun med sin mor, der skyder Sydney.

### Sæson 2
Den anden sæson begynder med, en indrocering af Irina Derevko, Sydney’s mor, som bliver hurtigt en del af serien. Midtvejs i anden sæson, har serien gennemgået en “genstart” med Sydney’s held at knuse SD-6, efter indsamling af værdifulde efterretninger for takisk, efter de fandt en hemmelig SD-6 server på et fly, og Sydney bliver på fuld tid agent for CIA, men forfølger stadig den tidligere SD-6 chef Arvin Sloane, hans allierede Julian Sark og Rambaldi artefakter. Sydney’s venner på SD-6, Marcus Dixon og Marshall Flinkman finder også ud, at hun var dobbeltagent for CIA, og de rekrutteres til CIA. Sydney begynder da også et romantiskt forhold til Vaughn, nu hvor deres forhold ikke vil bringe dem i fare.
I den anden halvdel af sæsonen, er det afsløret at Francie Calfo, Sydneyøs bedste veninde, blev myrdet og erstattet af Allison Doren, en kvinde der var blevet forvandlet at se nøjagtig ud som Francie. Allison begyndte derefter at udspionere Sydney og Will. Afslutningen på sæsonen, var Will muligt myrdet, og Sydney tilsynestadende myrder Allison, og hun besvimer. Sydney vågner to år senere i Hong Kong, uden i stand til aty huske de to år der er gået. Hun finder ud af at hendes venner, og CIA mener at hun er død, og Vaughn er blevet gift.

### Sæson 3
Sydney vågner i Hong Kong og må indse at hun har mistet to år af sit liv. Hun husker intet fra de 2 år, og mødes med Vaughn, der er blevet gift med Lauren Reed i den tid Sydney har været væk. Hun finder ud af at Sloane er blevet benådet og at hun har en søster. Lauren Reed, som arbejder i NSA, efterforsker mordet på den russiske diplomat, Andrian Lazarey, som video-optagelser viser at Sydney har begået. CIA holder det hemmeligt så længe så muligt, men Lauren finder ud af sandheden, og indberetter hende til NSA. NSA, styret af Robert Lindsey, kidnapper Sydney, og vil lave en hjerneoperation, der kunne efterlade hende hjerneskadet. Jack befrier hende i samarbejde med Vaughn.
Kendall kontakter Sydney og fortæller at det var Pagten der holdt hende fanget i de 2 år der er gået. Hun har desuden selv valgt at få fjernet sin hukommelse, fordi hun havde oplysninger, som hun ikke ville have pagten skulle få fat i. 
Vi finder senere i sæsonen ud af, at både Lauren og hendes mor arbejder for pagten.

### Sæson 4
sydney og nadia kommer op at slås, da nadia bliver smittet. Sydney og vaguhn bliver forlovet men køre galt. Nadia, jack og sydney redder irene derevko fra sin søster elena derveko. dixon bliver skudt men overlever.

### Sæson 5
sydney får to børn en dreng og en pige sammen med vaguhn. Nadia dør fordi solane dræber hende. Blandt andre tab i serien er sydneys mor, Anna og jack. 